# マイノリティ・リポート
『マイノリティ・リポート』（Minority Report）は、2002年に公開されたアメリカの
SF・アクション映画。ドリームワークスによって製作され、20世紀フォックス映画によって配給された。フィリップ・K・ディックの1956年の短編小説『マイノリティ・リポート』（旧題:『少数報告』）を原作としてスティーヴン・スピルバーグが監督を務め、トム・クルーズが主演した。
2015年9月から、FOXチャンネルで映画に基づいた続編となるテレビドラマ作品が放送された（『マイノリティ・リポート (テレビドラマ)』）。

## 概要
サイバーパンク映画の舞台は2054年のワシントンで、専門の警察署が「プリコグ」と呼ばれる3人の超能力者から予知 を得て犯罪者を逮捕する。キャストは他に、コリン・ファレル、サマンサ・モートン、マックス・フォン・シドーら。この映画は、テック・ノワール、ミステリー、スリラー、SFの要素を組み合わせたものであると同時に、主人公が犯してもいない罪で告発されて逃亡者となることから、伝統的な追跡映画でもある。

## ストーリー
「プリコグ」と呼ばれる3人の予知能力者たちを使った殺人予知システムが実用化された近未来。予知された殺人犯（未来犯罪者）を未然に逮捕、拘禁する犯罪予防局の設立から6年が経過した西暦2054年のワシントンD.C.の殺人発生率は0%になったと報告されていた。
ジョン・アンダートンは6年前、休暇中に息子のショーンを何者かに誘拐・殺害されたことがきっかけで予防局に入局し、犯罪予防活動にのめり込み、犯罪予防局の部隊長となった。妻のララとも離婚して疎遠になっていた。
ある日、プリコグの一人である女性のアガサが、初老女性の殺害予知映像をジョンに見せてきた。ジョンが調べてみると、アガサの予知映像は6年前、犯罪予防局発足時に発生した事件が該当した。当時、予知された事件の記録映像に他の2人のプリコグの映像はあったが、アガサのものは無かった。また、事件の被害者アン・ライブリーは事件が未然に防がれているにも関わらず、行方不明となっていた。ジョンは予防局長のラマー・バージェスに報告するが詳細は分からなかった。
翌日、新たにリオ・クロウという男を射殺するジョンの予知がされた。何者かの罠だと感じたジョンは逃亡し、殺人予知システムの考案者であるアイリス・ハイネマン博士から、システムが偶然の発見から生まれたものであること、時にブリコグ同士で予知が食い違うこともあり、少数の意見「マイノリティ・リポート」にあたる予知映像はシステムの完全性を疑われないために破棄され、プリコグ達の中でも特に能力の強いアガサの脳内にのみ保存されていることをジョンは知らされた。
自らの無実を証明すべく、ジョンはアガサを誘拐するが、アガサの脳内にジョンのマイノリティ・リポートは存在しなかった。ジョンとアガサは予知された殺害現場へと向かう。リオ・クロウから息子ショーンを誘拐して殺害した犯人であると聞かされたジョンは、予知通りにリオ・クロウを射殺しようとするが、アガサの説得に思いとどまる。ところがリオ・クロウは「知らない男から電話で頼まれて誘拐犯のふりをした。自分を殺してくれないと家族が金を得られない」と訴えて、無理矢理ジョンに発砲させ、予知を現実にする形で絶命した。
アガサを連れたジョンは元妻のララの家に向かうが予防局の部隊に逮捕される。ラマー局長がアン・ライブリー事件についてジョンと犯人しか知り得ない情報を口にしたのを聞いたララは、ラマー局長こそが一連の事件の黒幕であることに気付き、ジョンを脱獄させた。
殺人予知システムの全国導入を祝うパーティ会場にいるラマーに、ジョンは突き止めた真実を語る。2人のプリコグに予知させたアン・ライブリー事件を防止させ、その後に再びアン・ライブリーを殺害する。後者がアガサの予知した映像であった。アン・ライブリーはアガサの実母であり、予防局に愛娘のアガサを返すよう迫っていたが、アガサ抜きでは予知システムが成り立たないため、ラマーが邪魔者であるアン・ライブリーの謀殺を実行したのであった。
パーティ会場で過去の犯行を映像で暴露され、さらにはプリコグ達にラマーがジョンを射殺するという予知までされた。ラマーは予知されていた殺害現場へと向かい、待っていたジョンに拳銃を向ける。しかしジョンから「自分の未来は自ら望む通りに変えられる。あんたにそのチャンスはまだ残っている」と諭されたことで、ラマーは自分自身の命を絶つという最期を遂げた。
犯罪予知システムは不完全と認められて廃止となり、収容所に投獄されていた未来犯罪者達にも特赦が与えられ全員が釈放された。ジョンとララは復縁し、プリコグの3人は予防局から解放された。

## キャスト
| 役名                     | 俳優                       | 日本語吹替     | 日本語吹替 | 説明 |
| 役名                     | 俳優                       | オフィシャル版 | DVD版      | 説明 |
| ------------------------ | -------------------------- | -------------- | ---------- | --- |
| ジョン・アンダートン     | トム・クルーズ             | 堀内賢雄       | 須賀貴匡   | |
| ダニー・ウィットワー     | コリン・ファレル           | 楠大典         | 楠大典     | 司法省調査官。殺人予知システムの全国規模での導入に先立ってシステムの完全性の視察を行いに犯罪予防局を訪れる。リオ・クロウ殺害現場の不自然さと、アン・ライブリー事件の予知映像の食い違いからいち早く真相に気付くも、ラマー・バージェスに射殺される。 |
| アガサ                   | サマンサ・モートン         | 根谷美智子     | 水樹奈々   | 「プリコグ」の1人。もっとも強力な力を持つ。 |
| ラマー・バージェス局長   | マックス・フォン・シドー   | 大木民夫       | 大木民夫   | |
| アイリス・ハイネマン博士 | ロイス・スミス             | 久保田民絵     | 久保田民絵 | 殺人予知システムの考案者。 |
| エディ・ソロモン医師     | ピーター・ストーメア       | 仲野裕         | 仲野裕     | 闇医者。ジョンに眼球移殖を行う（網膜走査から逃れるため）。 |
| ギデオン                 | ティム・ブレイク・ネルソン | 牛山茂         | 牛山茂     | 未来犯罪者収容所の監視担当者。ララに脅されてジョンの脱獄に手を貸す。 |
| ジャッド                 | スティーヴ・ハリス         | 乃村健次       | 乃村健次   | 犯罪予防局の内勤局員。ララに依頼され、パーティ会場のスクリーンにラリー局長の殺人映像を映す。 |
| ララ・クラーク           | キャスリン・モリス         | 日野由利加     | 日野由利加 | |
| ウォリー                 | ダニエル・ロンドン         | 土田大         | 土田大     | 犯罪予防局の職員。プリコグの世話をしている。ジョンが殺人犯として予知されたことを知った後も、ジョンに協力的。 |
| フレッチャー             | ニール・マクドノー         | 荒川太郎       | 荒川太郎   | 犯罪予防局の副チーフ。殺人犯として予知されたジョンの追跡を行う。 |
| ノット                   | パトリック・キルパトリック | 谷昌樹         | 谷昌樹     | 犯罪予防局の捜査官。フレッチャーと共に殺人犯として予知されたジョンの追跡を行う。 |
| エヴァンナ               | ジェシカ・キャプショー     |                |            | |
| ルーファス・T・ライリー  | ジェイソン・アントゥーン   |                |            | 殺人予知システムの操作系統設計者。アガサの脳内を探り、ジョンの「マイノリティ・リポート」を探す。 |
| リオ・クロウ             | マイク・バインダー         |                |            | |
| アン・ライブリー         | ジェシカ・ハーパー         | 久保田民絵     | 久保田民絵 | アン・ライブリー事件の被害者。事件を防がれた後に行方不明となる。アガサの実母。 |

- オフィシャル版 - スティーヴン・スピルバーグおよびトム・クルーズ公認のもの。すべてのソフトに収録。オンデマンド配信にもこちらが使用されている。
- DVD版 - DVDにのみ収録。

吹替はオフィシャル版が先に製作されたものの、日本の配給会社によって独自にDVD版が製作され、DVDにはこちらのみを収録する予定だった。だが、スピルバーグとクルーズの連名によるクレームがあったことでオフィシャル版がメインの吹替として収録されることとなり、DVD版は特典扱いでの収録となった。これに伴い、プロモーションのため開催予定だった須賀による公開アフレコイベントは中止となっている。

## スタッフ
- 監督：スティーヴン・スピルバーグ
- 製作：ボニー・カーティス、ジェラルド・R・モーレン、ヤン・デ・ボン、ウォルター・F・パークス
- 製作総指揮：ゲイリー・ゴールドマン、ロナルド・シャセット
- 原作：フィリップ・K・ディック
- 脚本：ジョン・コーエン、スコット・フランク
- 撮影：ヤヌス・カミンスキー
- VFX：インダストリアル・ライト&マジック
- 音楽：ジョン・ウィリアムズ
- 編集：マイケル・カーン

### 日本語版制作スタッフ
- 日本語字幕翻訳：戸田奈津子
- 日本語吹替演出：高橋剛
- 日本語吹替翻訳：伊藤美穂
- 日本語吹替調整：佐藤隆一
- 日本語吹替制作：ビデオテック

## テーマ
『マイノリティ・リポート』の主なテーマは、自由意志と決定論という古典的な哲学的論争である。この映画で取り上げられている他のテーマには、強制的な拘禁、ハイテク社会における政治・法制度の性質、メディアが支配する世界におけるプライバシーの権利、自己認識の性質などがある。この映画はまた、崩壊した家族を描くというスピルバーグの伝統を踏襲しており、彼によると、これは子供の頃の両親の離婚がきっかけだという。

## 音楽
作曲と指揮は、スピルバーグと定期的に仕事を共にしてきたジョン・ウィリアムズが担当した。ウィリアムズはバーナード・ハーマンの映画音楽に触発されており、SF要素に重点を置く代わりに、いくつかのシーンで女性歌手を起用したり、感情的なテーマを取り入れるなどした。また、フランツ・シューベルトの交響曲第7番『未完成交響曲』、ハイドンの弦楽四重奏曲『作品64、第1番』、チャイコフスキーの交響曲第6番『悲愴』など、いくつかの古典作品が取り入れられた。
サウンドトラックは2002年6月18日にドリームワークス・レコードからリリースされた。

## 映画で描写されたガジェット
本作で描写された様々なガジェット、触れることができるホログラムであったり、網膜認証システムなどは、本作の公開後、実際にその技術が実現されるようにもなり、本作は「近未来の代名詞」として「『マイノリティ・リポート』の時代が近づいている」「リアル『マイノリティ・リポート』」といったような使われ方もされている。
スピルバーグは「最高のSFは事実や未来の事実に基づいている」と考えており、本作で劇中に描写される技術は、専門家や学者たちに検討されて生み出されており、「プリコグ（未来予知者）」以外の技術は、理論的に可能なものばかりとされる。
劇中では未来的なガジェットとして用いられている網膜や虹彩などの瞳を使った生体認証は、スマートフォンのロックシステムにも取り入れられるほどの一般的な存在になり、個人に向けて展開される広告というのもインターネットでは一般的になっている。過去の犯罪履歴などのデータを基に危険人物を予測するソフトウェアをロンドン警視庁やマイクロソフトが開発中との報道もある（2016年時点）。

## その他
- 劇中で2054年モデルのレクサスが登場する。これはレクサス・チャンネルを展開するトヨタ自動車の北米のデザイン拠点、CALTYがデザインしたものである。日本での劇場公開時、そのプロモーションの一環で東京・池袋にあるトヨタ自動車の展示ショールーム、アムラックスで劇中車のレクサスと作品に使われた小道具類が期間限定で特別展示された。なお、2002年当時は日本ではレクサスは展開前で、その事業発表もなされていなかった。
- ジョン・アンダートンが地下鉄で逃亡したとき、新聞の速報を見てジョンを発見する男性乗客は、映画『バニラ・スカイ』のキャメロン・クロウ監督である。クルーズはクロウ監督作品の常連である。さらにその後ろには、目から上しか映っていないがキャメロン・ディアスがカメオ出演している。
- 本作は銀残しという手法を用いて現像処理され、コントラストが強く、彩度の低い映像となっている。監督のスピルバーグは「汚い映像にすることでリアリティを出したい」と意図してこれを用いている。場面によってはモノクロの映像のように見える特殊な表現であるため、当初トム・クルーズは反対の異を唱えていた。
- トム・クルーズはなんでもスタントを自身でやりたがる俳優としても知られているが、スピルバーグは撮影前に「君がやるべきスタントは私が決める」と言って聞かせたという逸話がある。
- エヴァンナ役で出演のジェシカ・キャプショーはスピルバーグ監督の義子である。
- 本作は「ジョン・アシュクロフト司法長官により、9.11以降アメリカ政府が国民の情報を管理しようとしていること」に対しての政治的問いかけを含んでおり、政府が未来を予測できるようになればどうなるかを描いている[22]。